# Medaglia Laetare
La Medaglia Laetare è un premio annuale assegnato dall'Università di Notre Dame in riconoscimento al servizio alla Chiesa cattolica e alla società. Il premio viene assegnato a un cattolico americano o a un gruppo di cattolici "il cui genio ha nobilitato le arti e le scienze, illustrato gli ideali della chiesa e arricchito il patrimonio dell'umanità". Assegnato per la prima volta nel 1883, è il più antico e prestigioso premio per i cattolici americani. 

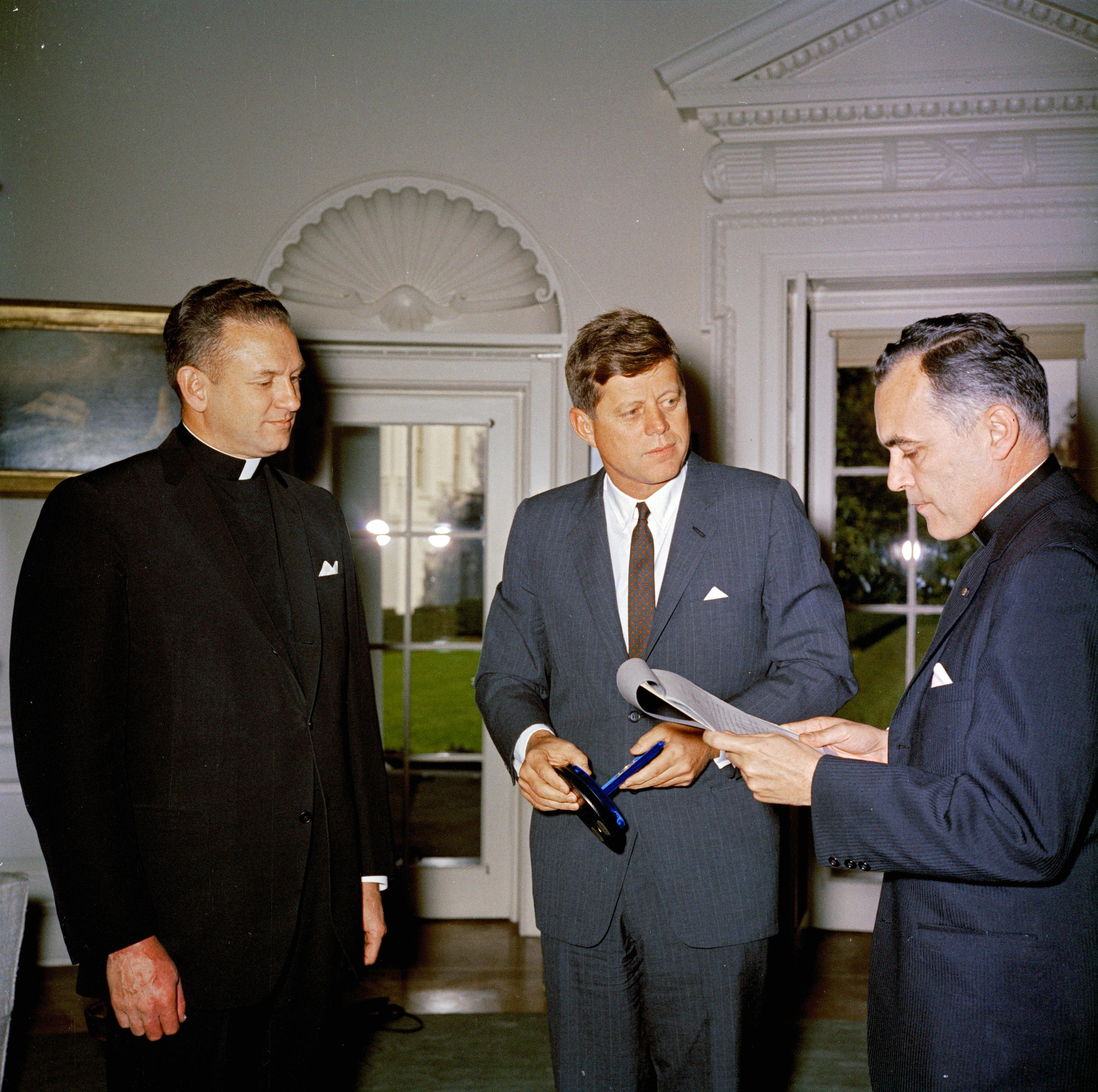
Rev. Hesburgh presenta la medaglia Laetare del 1961 al presidente John F. Kennedy.

La medaglia può essere assegnata ad una persona esterna all'Università di Notre Dame. Si chiama Medaglia Laetare perché il destinatario del premio viene annunciato in occasione della Domenica Laetare, la quarta domenica di Quaresima.  La Medaglia Laetare è stata concepita dal professore dell'Università di Notre Dame James Edwards come una versione americana del riconoscimento papale della Rosa d'oro. È stato approvato dal fondatore dell'università, Edward Sorin, CSC. La medaglia ha l'iscrizione latina "Magna est veritas et praevalebit", che significa "La verità è potente e prevarrà".  La medaglia viene assegnata durante la cerimonia di conseguimento delle lauree a Notre Dame, durante la quale il vincitore pronuncia un'allocuzione.

## Premiati
John Gilmary Shea, uno storico della Chiesa cattolica negli Stati Uniti, fu la prima persona a ricevere la Medaglia Laetare nel 1883. I destinatari della Medaglia Laetare provengono da diversi settori e includono musicisti jazz, cardinali, filantropi, ambasciatori, autori, cantanti d'opera, senatori, medici, generali e un presidente degli Stati Uniti. 
| Anno | Premiato                                                                             | Posizione                                                                      |
| ---- | ------------------------------------------------------------------------------------ | ------------------------------------------------------------------------------ |
| 1883 | John Gilmary Shea                                                                    | Storico                                                                        |
| 1884 | Patrick Charles Keely                                                                | Architetto                                                                     |
| 1885 | Eliza Allen Starr                                                                    | Critica d'arte                                                                 |
| 1886 | Generale John Newton                                                                 | Ingegnere                                                                      |
| 1887 | Edwin Preuss                                                                         | Pubblicista                                                                    |
| 1888 | Patrick V. Hickey                                                                    | Fondatore e caporedattore di The Catholic Review                               |
| 1889 | Anna Hanson Dorsey                                                                   | Scrittrice                                                                     |
| 1890 | William J. Onahan                                                                    | Organizzatore della Croce Rossa statunitense                                   |
| 1891 | Daniel Dougherty                                                                     | Oratore                                                                        |
| 1892 | Henry F. Brownson                                                                    | Filosofo                                                                       |
| 1893 | Patrick Donahoe                                                                      | Fondatore del Boston Pilot                                                     |
| 1894 | Augustin Daly                                                                        | Produttore teatrale                                                            |
| 1895 | Mary Anne Sadlier                                                                    | Romanziera                                                                     |
| 1896 | Generale William Starke Rosencrans                                                   | Militare                                                                       |
| 1897 | Thomas Addis Emmet                                                                   | Medico                                                                         |
| 1898 | Timothy Edward Howard                                                                | Giurista                                                                       |
| 1899 | Mary Gwendolin Caldwell                                                              | Filantropa                                                                     |
| 1900 | John A. Creighton                                                                    | Filantropo                                                                     |
| 1901 | William Bourke Cockran                                                               | Oratore                                                                        |
| 1902 | John Benjamin Murphy                                                                 | Chirurgo                                                                       |
| 1903 | Charles Joseph Bonaparte                                                             | Avvocato                                                                       |
| 1904 | Richard C. Kerens                                                                    | Diplomatico                                                                    |
| 1905 | Thomas B. Fitzpatrick                                                                | Filantropo                                                                     |
| 1906 | Francis J. Quinlan                                                                   | Medico                                                                         |
| 1907 | Katherine Eleanor Conway                                                             | Giornalista e autrice                                                          |
| 1908 | James C. Monaghan                                                                    | Economista                                                                     |
| 1909 | Frances Tieran (Christian Reid)                                                      | Romanziere                                                                     |
| 1910 | Maurice Francis Egan                                                                 | Autore e diplomatico                                                           |
| 1911 | Agnes Repplier                                                                       | Saggista                                                                       |
| 1912 | Thomas M. Mulry                                                                      | Filantropo                                                                     |
| 1913 | Charles George Herbermann                                                            | Curatore della Catholic Encyclopedia                                           |
| 1914 | Edward Douglass White                                                                | Presidente della Corte suprema                                                 |
| 1915 | Mary Virginia Merrick                                                                | Filantropa                                                                     |
| 1916 | James Joseph Walsh                                                                   | Medico e saggista                                                              |
| 1917 | Ammiraglio William Shepherd Benson                                                   | Chief of Naval Operations                                                      |
| 1918 | Joseph Scott                                                                         | Avvocato                                                                       |
| 1919 | George L. Duval                                                                      | Filantropo                                                                     |
| 1920 | Lawrence Francis Flick                                                               | Medico                                                                         |
| 1921 | Elizabeth Nourse                                                                     | Artista                                                                        |
| 1922 | Charles Patrick Neill                                                                | Economista                                                                     |
| 1923 | Walter George Smith                                                                  | Avvocato                                                                       |
| 1924 | Charles Donagh Maginnis                                                              | Architetto                                                                     |
| 1925 | Albert Francis Zahm                                                                  | Scienziato                                                                     |
| 1926 | Edward Nash Hurley                                                                   | Imprenditore                                                                   |
| 1927 | Margaret Anglin                                                                      | Attrice                                                                        |
| 1928 | John Johnson Spalding                                                                | Avvocato                                                                       |
| 1929 | Alfred Emmanuel Smith                                                                | Statista                                                                       |
| 1930 | Frederick Philip Kenkel                                                              | Pubblicista                                                                    |
| 1931 | James J. Phelan                                                                      | Imprenditore                                                                   |
| 1932 | Stephen J. Maher                                                                     | Medico                                                                         |
| 1933 | John McCormack                                                                       | Artista                                                                        |
| 1934 | Genevieve Garvan Brady                                                               | Filantropa                                                                     |
| 1935 | Francis Hamilton Spearman                                                            | Scrittore                                                                      |
| 1936 | Richard Reid                                                                         | Giornalista e avvocato                                                         |
| 1937 | Jeremiah D. M. Ford                                                                  | Accademico                                                                     |
| 1938 | Irvin William Abell                                                                  | Chirurgo                                                                       |
| 1939 | Josephine Van Dyke Brownson                                                          | Catechista                                                                     |
| 1940 | Generale Hugh Aloysius Drum                                                          | Militare                                                                       |
| 1941 | William Thomas Walsh                                                                 | Giornalista e scrittore                                                        |
| 1942 | Helen Constance White                                                                | Autrice e professoressa                                                        |
| 1943 | Thomas Francis Woodlock                                                              | Editore                                                                        |
| 1944 | Anne O'Hare McCormick                                                                | Giornalista                                                                    |
| 1945 | Gardiner Howland Shaw                                                                | Diplomatico                                                                    |
| 1946 | Carlton J. H. Hayes                                                                  | Storico e diplomatico                                                          |
| 1947 | William G. Bruce                                                                     | Pubblicista                                                                    |
| 1948 | Frank C. Walker                                                                      | Direttore generale delle poste                                                 |
| 1949 | Irene Dunne Griffin                                                                  | Attrice                                                                        |
| 1950 | Generale Joseph L. Collins                                                           | Militare                                                                       |
| 1951 | John Henry Phelan                                                                    | Filantropo                                                                     |
| 1952 | Thomas E. Murray                                                                     | Membro della Commissione per l'energia atomica degli Stati Uniti               |
| 1953 | I.A. O'Shaughnessy                                                                   | Filantropo                                                                     |
| 1954 | Jefferson Caffery                                                                    | Diplomatico                                                                    |
| 1955 | George Meany                                                                         | Sindacalista                                                                   |
| 1956 | Generale Alfred M. Gruenther                                                         | Militare                                                                       |
| 1957 | Clare Boothe Luce                                                                    | Diplomatica                                                                    |
| 1958 | Frank M. Folsom                                                                      | Industriale                                                                    |
| 1959 | Robert Daniel Murphy                                                                 | Diplomatico                                                                    |
| 1960 | George N. Shuster                                                                    | Educatore                                                                      |
| 1961 | John F. Kennedy                                                                      | Presidente degli Stati Uniti                                                   |
| 1962 | Francis J. Braceland                                                                 | Psichiatra                                                                     |
| 1963 | Ammiraglio George Whelan Anderson, Jr.                                               | Chief of Naval Operations                                                      |
| 1964 | Phyllis McGinley                                                                     | Poetessa                                                                       |
| 1965 | Frederick D. Rossini                                                                 | Scienziato                                                                     |
| 1966 | Patrick F. & Patricia Caron Crowley                                                  | Fondatori del Christian Movement                                               |
| 1967 | J. Peter Grace                                                                       | Industriale                                                                    |
| 1968 | Robert Sargent Shriver                                                               | Diplomatico                                                                    |
| 1969 | William J. Brennan Jr.                                                               | Giudice assoociato della Corte suprema                                         |
| 1970 | Dr. William B. Walsh                                                                 | Medico                                                                         |
| 1971 | Walter Kerr e Jean Kerr                                                              | Critico teatrale e drammaturgo                                                 |
| 1972 | Dorothy Day                                                                          | Fondatrice della Catholic Worker Movement                                      |
| 1973 | Rev. John A. O'Brien                                                                 | Autore                                                                         |
| 1974 | James A. Farley                                                                      | Dirigente d'azienda ed ex direttore generale delle Poste                       |
| 1975 | Sr. Ann Ida Gannon, B.M.V.                                                           | Presidente del Mundelein College                                               |
| 1976 | Paul Horgan                                                                          | Autore                                                                         |
| 1977 | Mike Mansfield                                                                       | Ex capogruppo di maggioranza al Senato                                         |
| 1978 | Mons. John Tracy Ellis                                                               | Storico ecclesiastico                                                          |
| 1979 | Helen Hayes                                                                          | Attrice                                                                        |
| 1980 | Thomas P. (Tip) O'Neill Jr.                                                          | Presidente della Camera dei rappresentanti                                     |
| 1981 | Edmund Sixtus Muskie                                                                 | Segretario di Stato                                                            |
| 1982 | Cardinale John Francis Dearden                                                       | Arcivescovo emerito di Detroit                                                 |
| 1983 | Edmund & Evelyn Stephan                                                              | Presidente emerito della Board of Trustees e sua moglie                        |
| 1984 | John T. Noonan, Jr.                                                                  | Avvocato                                                                       |
| 1985 | Guido Calabresi                                                                      | Preside della Yale Law School                                                  |
| 1986 | Thomas e Mary Elizabeth Carney                                                       | Presidente della Board of Trustees e sua moglie                                |
| 1987 | Rev. Theodore Hesburgh, C.S.C.                                                       | Presidente dell'Università di Notre Dame                                       |
| 1988 | Eunice Kennedy Shriver                                                               | Fondatrice delle Special Olympics                                              |
| 1989 | Walker Percy                                                                         | Autore                                                                         |
| 1990 | Sr. Thea Bowman (postumo)                                                            | Educatrice                                                                     |
| 1991 | Corinne Lindy Boggs                                                                  | Membro della Camera dei rappresentanti                                         |
| 1992 | Daniel Patrick Moynihan                                                              | Senatore                                                                       |
| 1993 | Donald R. Keough                                                                     | Presidente emerito della Board of Trustees                                     |
| 1994 | Sidney Callahan                                                                      | Educatrice e giornalista                                                       |
| 1995 | Cardinale Joseph Louis Bernardin                                                     | Arcivescovo di Chicago                                                         |
| 1996 | Sr. Helen Prejean                                                                    | Attivista                                                                      |
| 1997 | Rev. Virgilio Elizondo                                                               | Teologo e attivista                                                            |
| 1998 | Dr. Edmund D. Pellegrino                                                             | Eticista                                                                       |
| 1999 | Philip Gleason                                                                       | Professore di storia                                                           |
| 2000 | Andrew McKenna                                                                       | Presidente della Board of Trustees                                             |
| 2001 | Msgr. George G. Higgins                                                              | Sacerdote e attivista                                                          |
| 2002 | Padre John Smyth                                                                     | Direttore della Maryville Academy                                              |
| 2003 | Peter e Margaret O'Brien Steinfels                                                   | Editori della Commonweal                                                       |
| 2004 | Padre J. Bryan Hehir                                                                 | Presidente delle Catholic Charities, Arcidiocesi di Boston                     |
| 2005 | Dr. Joseph E. Murray                                                                 | Chirurgo e premio Nobel                                                        |
| 2006 | Dave Brubeck                                                                         | Pianista jazz                                                                  |
| 2007 | Patrick McCartan                                                                     | Presidente del Board of Trustees                                               |
| 2008 | Martin Sheen                                                                         | Attore                                                                         |
| 2009 | non assegnato                                                                        |                                                                                |
| 2010 | Dana Gioia                                                                           | Poeta e presidente del National Endowment for the Arts                         |
| 2011 | Sr. Mary Scullion, R.S.M. e Joan McConnon                                            | Promotrici sociali                                                             |
| 2012 | Ken Hackett                                                                          | Presidente emerito dei Catholic Relief Services                                |
| 2013 | Sr. Susanne Gallagher, S.P. Sr. Mary Therese Harrington, S.H. Rev. James H. McCarthy | Fondatori di S.P.R.E.D. (Special Religious Education Development Network)      |
| 2014 | Kenneth R. Miller                                                                    | Professore dell'Università Brown                                               |
| 2015 | Aaron Neville                                                                        | Cantante R&B                                                                   |
| 2016 | Joseph Biden John Boehner                                                            | Vicepresidente degli Stati Uniti ex Presidente della Camera dei Rappresentanti |
| 2017 | Padre Greg Boyle, S.I.                                                               | Fondatore di Homeboy Industries                                                |
| 2018 | Sr. Norma Pimentel, M.J.                                                             | Direttrice della Caritas Rio Grande Valley                                     |
| 2019 | Dr. Norman Francis                                                                   | Presidente emerito della Xavier University                                     |
| 2020 | Kathleen McChesney                                                                   | Assistente direttrice della FBI                                                |
| 2021 | Clara Harris                                                                         | Dirigente finanziaria, cantante gospel e motivatrice                           |
| 2022 | Sharon Lavigne                                                                       | Attivista per la giustizia ambientale e fondatrice di RISE St. James           |